# 동경 126도
동경 126도는 본초 자오선에서 동쪽으로 126도 떨어진 경선이다. 북극점에서 시작하여 북극해와 아시아, 태평양, 오스트랄라시아, 인도양, 남극해, 남극을 거쳐 남극점에 이른다.
북극점에서 남극점까지 동경 126도선은 다음 지역을 지나간다.
| 좌표                                                    | 나라, 지역, 해역       | 주석                                                                        |
| ------------------------------------------------------- | ---------------------- | --------------------------------------------------------------------------- |
| 북위 90° 0′ 동경 126° 0′  / 북위 90.000° 동경 126.000°  | 북극해                 |                                                                             |
| 북위 77° 41′ 동경 126° 0′  / 북위 77.683° 동경 126.000° | 랍테프해               |                                                                             |
| 북위 73° 31′ 동경 126° 0′  / 북위 73.517° 동경 126.000° | 러시아                 |                                                                             |
| 북위 52° 46′ 동경 126° 0′  / 북위 52.767° 동경 126.000° | 중화인민공화국         | 헤이룽장성 - 약 10 km                                                       |
| 북위 52° 40′ 동경 126° 0′  / 북위 52.667° 동경 126.000° | 러시아                 | 약 9 km                                                                     |
| 북위 52° 35′ 동경 126° 0′  / 북위 52.583° 동경 126.000° | 중화인민공화국         | 헤이룽장성 내몽골 자치구 - 약 18 km 헤이룽장성 지린성                       |
| 북위 40° 56′ 동경 126° 0′  / 북위 40.933° 동경 126.000° | 조선민주주의인민공화국 | 자강도 - 약 2 km                                                            |
| 북위 40° 55′ 동경 126° 0′  / 북위 40.917° 동경 126.000° | 중화인민공화국         | 지린성 - 약 2 km                                                            |
| 북위 40° 53′ 동경 126° 0′  / 북위 40.883° 동경 126.000° | 조선민주주의인민공화국 | 자강도 평안북도 평안남도 평양직할시 - 도심 동쪽을 지난다. 황해북도 황해남도 |
| 북위 37° 52′ 동경 126° 0′  / 북위 37.867° 동경 126.000° | 황해                   | 경기만 - 덕적군도를 지난다. 태안반도 서쪽을 지난다.                         |
| 북위 34° 53′ 동경 126° 0′  / 북위 34.883° 동경 126.000° | 대한민국               | 신안군과 진도군의 여러 섬을 지난다.                                         |
| 북위 34° 15′ 동경 126° 0′  / 북위 34.250° 동경 126.000° | 황해                   | 대한민국의 제주도 바로 서쪽을 지난다.                                       |
| 북위 33° 17′ 동경 126° 0′  / 북위 33.283° 동경 126.000° | 동중국해               |                                                                             |
| 북위 25° 15′ 동경 126° 0′  / 북위 25.250° 동경 126.000° | 태평양                 | 필리핀해 - 필리핀의 칼리코안섬과 술루안섬 바로 동쪽을 지난다.               |
| 북위 9° 57′ 동경 126° 0′  / 북위 9.950° 동경 126.000°   | 필리핀                 | 시아르가오섬과 미들부카스섬                                                 |
| 북위 9° 42′ 동경 126° 0′  / 북위 9.700° 동경 126.000°   | 태평양                 | 필리핀해                                                                    |
| 북위 9° 18′ 동경 126° 0′  / 북위 9.300° 동경 126.000°   | 필리핀                 | 민다나오섬                                                                  |
| 북위 6° 54′ 동경 126° 0′  / 북위 6.900° 동경 126.000°   | 다바오만               |                                                                             |
| 북위 6° 12′ 동경 126° 0′  / 북위 6.200° 동경 126.000°   | 태평양                 |                                                                             |
| 북위 3° 29′ 동경 126° 0′  / 북위 3.483° 동경 126.000°   | 말루쿠해               |                                                                             |
| 남위 1° 48′ 동경 126° 0′  / 남위 1.800° 동경 126.000°   | 인도네시아             | 망골섬                                                                      |
| 남위 1° 54′ 동경 126° 0′  / 남위 1.900° 동경 126.000°   | 스람해                 |                                                                             |
| 남위 2° 15′ 동경 126° 0′  / 남위 2.250° 동경 126.000°   | 인도네시아             | 사나나섬                                                                    |
| 남위 2° 28′ 동경 126° 0′  / 남위 2.467° 동경 126.000°   | 반다해                 |                                                                             |
| 남위 3° 13′ 동경 126° 0′  / 남위 3.217° 동경 126.000°   | 인도네시아             | 부루섬 서쪽 끝                                                              |
| 남위 3° 18′ 동경 126° 0′  / 남위 3.300° 동경 126.000°   | 반다해                 |                                                                             |
| 남위 7° 40′ 동경 126° 0′  / 남위 7.667° 동경 126.000°   | 인도네시아             | 웨타르섬                                                                    |
| 남위 7° 54′ 동경 126° 0′  / 남위 7.900° 동경 126.000°   | 반다해                 |                                                                             |
| 남위 8° 30′ 동경 126° 0′  / 남위 8.500° 동경 126.000°   | 동티모르               |                                                                             |
| 남위 9° 6′ 동경 126° 0′  / 남위 9.100° 동경 126.000°    | 티모르해               |                                                                             |
| 남위 13° 7′ 동경 126° 0′  / 남위 13.117° 동경 126.000°  | 인도양                 |                                                                             |
| 남위 14° 1′ 동경 126° 0′  / 남위 14.017° 동경 126.000°  | 오스트레일리아         | 웨스턴오스트레일리아주                                                      |
| 남위 32° 17′ 동경 126° 0′  / 남위 32.283° 동경 126.000° | 인도양                 | 오스트레일리아 정부는 이 해역을 남극해의 일부로 본다.                       |
| 남위 60° 0′ 동경 126° 0′  / 남위 60.000° 동경 126.000°  | 남극해                 |                                                                             |
| 남위 66° 17′ 동경 126° 0′  / 남위 66.283° 동경 126.000° | 남극                   | 오스트레일리아령 남극 지역, 오스트레일리아가 영유권을 주장하고 있다.        |

## 같이 보기
- 동경 125도
- 동경 127도